# Хас, Хедвиг
Хедвиг Хас (нем. Hedwig Haß, 27 июля 1902 — 2 января 1992) — немецкая фехтовальщица-рапиристка, чемпионка мира.

## Биография
Родилась в 1902 году в Фехенхайме (ныне — часть Франкфурта-на-Майне). В 1934 году завоевала серебряную и бронзовую медали Международного первенства по фехтованию в Варшаве. В 1935 году стала бронзовой призёркой Международного первенства по фехтованию в Лозанне. В 1936 году завоевала золотую медаль Международного первенства по фехтованию в Сан-Ремо, а на Олимпийских играх в Берлине стала 4-й в личном первенстве.
В 1937 году стала обладательницей серебряной медали первого официального чемпионата мира; на этом же чемпионате все прежние Международные чемпионаты по фехтованию также были признаны чемпионатами мира.